# Antinoe epitoca
Antinoe epitoca är en ringmaskart som beskrevs av Monro 1930. Antinoe epitoca ingår i släktet Antinoe och familjen Polynoidae.
Artens utbredningsområde är havet kring Nya Zeeland. Inga underarter finns listade i Catalogue of Life.